# Jacob Denner
Pour les articles homonymes, voir Denner.
Jacob Denner (né le 3 août 1681 à Nuremberg et décédé le 16 août 1735 à Nuremberg) est le fils et le successeur du facteur  d'instruments à vent de la famille des bois Johann Christoph Denner de Nuremberg, très apprécié de son vivant.

## Biographie
Jacob Denner et son frère Johann David Denner (1691-1764) ont appris de leur père Johann Christoph Denner le métier de tourneurs-facteurs d'instruments à vent.
Il est rapporté que Jacob Denner a travaillé pour la cour des Médicis à Florence en 1708.
Il commence à fabriquer ses propres instruments à partir de 1710.
Comme son père, Jacob Denner était connu au-delà des frontières pour la qualité tout à fait exceptionnelle de ses instruments. C'est ce qui lui a permis d'être admis à Nuremberg en tant que maître extraordinaire en 1716 sans passer par des années de formation ou par un examen de maîtrise, en dépit des règles strictes du Rugsamt (de). Comme Nuremberg se trouvait au centre de l'ancienne Europe, Vienne et Amsterdam étaient tout aussi facilement accessibles par les routes commerciales et les voies navigables. Aujourd'hui, peu de choses indiquent à Nuremberg que la fabrication d'instruments de musique était autrefois florissante.

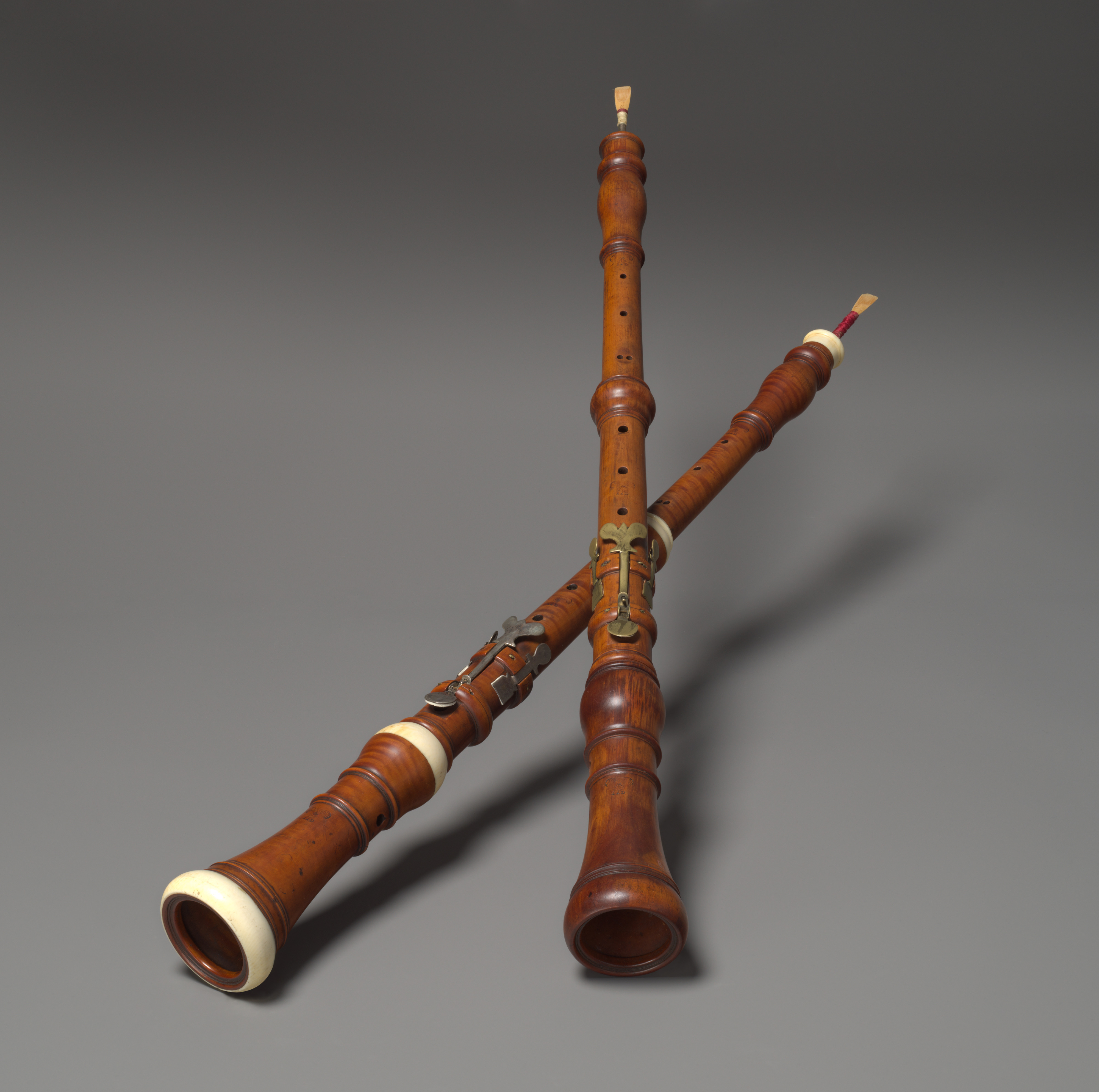
Hautbois facturés par Jacob Denner.

Jacob Denner est également un musicien professionnel reconnu et son éloge funèbre reçu de ses contemporains indique sur son habileté au hautbois « qu'il touchait si finement et jouait si admirablement qu'on n'avait jamais rien entendu de semblable à Nuremberg ».
Jacob Denner devient membre de la Stadtpfeiferei (de) de Nuremberg en 1705 et atteint son poste le plus élevé en 1727.
Son frère Johann David succéde à l'atelier de son père mais acquiert les droits de maîtrise inhabituellement tard, en 1736, à l'âge de 45 ans. Jacob s'installe apparemment à son compte, si bien qu'il existe deux ateliers différents pour la fabrication des instruments Denner à Nuremberg, rendant difficile la reconnaissance des instruments marqués de leur nom.

## Œuvre
Jacob Denner a fabriqué tous les bois demandés à son époque (flûtes, hautbois, bassons, chalumeaux, clarinettes ...) 

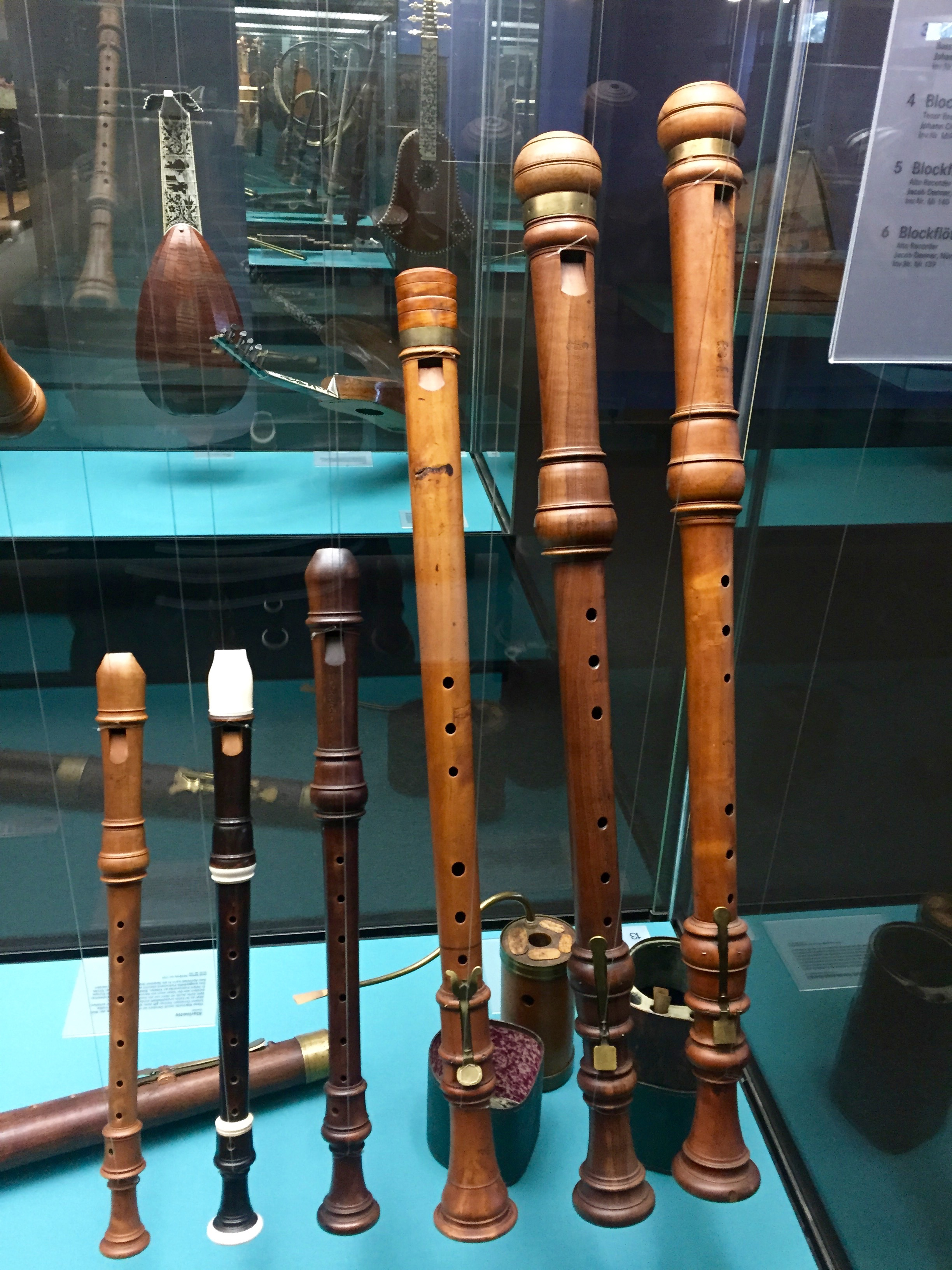
Flûtes à bec du 18e siècle par Denner et al. dans le Germanische Nationalmuseum Nürnberg

Chez Jacob Denner, l'activité d'artisanat dans le secteur de la flûte se déplace vers la flûte traversière. Dans un premier temps, Jacob construit encore la forme française en trois parties pour ses premières flûtes traversières (voir par exemple la flûte en ivoire de sa fabrication exposée au Germanisches Nationalmuseum de Nuremberg) mais il divise ensuite la longue partie centrale. Il est ainsi l'un des premiers en Allemagne à pouvoir proposer à ses clients des corps interchangeables qui permettaient de s'adapter à différentes tonalités d'accord avec une seule flûte. Il a probablement repris cette invention du fabricant d'instruments parisien Pierre Naust. Ses flûtes disposent d'une perce plus large que les instruments connus de Grenser et leurs copies sont adaptées pour la musique pour flûte de Jean-Sébastien Bach (1685-1750) par exemple.
Jacob Denner est également un facteur renommé pour ses flûtes à bec qui se retrouvent dans différents musées ou des collections privées et qui servent parfois de référence reproduite en grandes séries. La flûte à bec alto du musée de la musique danois (en) de Copenhague est considérée comme le meilleur instrument conservé de Jacob Denner.
Un instrument un peu étrange sorti de l'atelier de Jacob Denner est la forme tardive d'un pommer. Il s'agit plutôt d'un hautbois simplifié avec un linteau à la place du pavillon. Il a sans doute été conçu davantage pour des raisons de volume sonore ou de timbre que par intérêt historique.

## Flûte traversière de Denner
A la fin de l'automne 1991, on a trouvé dans le grenier d'une vieille maison destinée à la démolition un coffre en bois remarquable, manifestement précieux autrefois. Il contenait une flûte qui était restée apparemment intacte pendant les deux cents dernières années.
La flûte est fabriquée en buis, teinté à l'origine en noir avec de l'acide nitrique. Toutes les pièces portent le cachet de Jacob Denner : une bannière incurvée avec la mention "I Denner" à l'intérieur et, en dessous, un sapin avec les lettres "I" et "D" à gauche et à droite du tronc. Aucune autre flûte traversière de Jacob Denner n'est conservée avec autant de corps de rechange centraux, et nous ne connaissons d'aucune autre un corps de rechange qui en fasse une flûte d'amour.
Les différentes colorations des corps teintés foncés indiquent que la flûte a été jouée au 18e siècle presque exclusivement avec le corps le plus court, c'est-à-dire à une hauteur d'accord d'environ la3 = 422 Hz.
La flûte est jouable ; elle a un son inhabituellement plein et luxuriant, sombre et coloré.
De l'avis des spécialistes, il s'agit de la flûte la mieux conservée et la plus complète du début du 18e siècle. La « Fondation Art et Culture » du Land de Rhénanie du Nord-Westphalie a réussi à acheter l'instrument. Elle est à la disposition de la recherche musicale et est utilisée pour des concerts et des enregistrements.
La flûte traversière de Denner joue un rôle dans le roman Les Ténébreux de Ralf Isau.

## Galerie
|                                              |
| Clarinette en do fabriquée par Jacob Denner. |